# Otto Knoop
Otto Hermann Samuel Knoop (* 20. April 1853 in Karzin, Kreis Stolp, Provinz Pommern; † 8. November 1931 in Stargard, Provinz Pommern) war ein deutscher Gymnasialprofessor und Volkskundler. Er war der wichtigste Sagensammler in Hinterpommern und in der Provinz Posen.

## Leben
Der Vater August Knoop war Dorflehrer in Karcin in Hinterpommern, die Mutter war Slowinzin, die ihm viele slawische Geschichten erzählte und Lieder sang. Otto Knoop besuchte das renommierte Gymnasium in Stargard, wo er besonders von dem Lehrer Carl Blasendorff zur Beschäftigung mit der regionalen Volkskunde angeregt wurde.
Nach dem Abitur 1873 studierte er Altphilologie, Germanistik, Geschichte und Theologie an der Universität Greifswald und kurzzeitig in Leipzig.
Ab 1876 war er als Hauslehrer in Stojenthin in Pommern bei dem Rittergutsbesitzer Scheunemann angestellt. Seit 1879 unterrichtete Otto Knoop in der Provinz Posen, zuerst am Gymnasium in Lissa, ab 1881 in Bromberg, ab 1882 am Friedrich-Wilhelms-Gymnasium in Posen und ab 1888 in Gnesen Latein, Griechisch und Religion, sowie auch Deutsch und Französisch. 1889 wurde er zum Oberlehrer ernannt und nach Rogasen versetzt. Dort wurde ihm 1900 der Titel eines Professors (Gymnasialprofessor) verliehen.
Im Frühjahr 1919 ging er in den Ruhestand und zog nach dem Übergang dieses Gebietes an den neuen polnischen Staat zurück in seine Heimat nach Stargard.

## Werk und Bedeutung
Otto Knoop sammelte unzählige Sagen und weitere volkskundliche Überlieferungen in seiner Heimat Hinterpommern und in seinem beruflichen Umfeld in der deutschen Provinz Posen und veröffentlichte sie in Büchern und vielen Zeitschriftenartikeln.
Er ließ sich die Geschichten von der Bevölkerung in verschiedenen Regionen erzählen und bemühte sich bei der Niederschrift, den Inhalt möglichst unverfälscht wiederzugeben.
In der Provinz Posen bedeutete dies, dass er die einheimische polnische Überlieferung in einer annähernd ursprünglichen Fassung ohne größere Veränderungen aus deutscher Perspektive veröffentlichte. Er ließ sich auch von Lehrern, Schülern und weiteren Sammlern unterstützen.
Otto Knoop gilt als der bedeutendste Sagensammler in Hinterpommern und in der Provinz Posen.
Seine Aufzeichnungen werden von der heutigen Regionalforschung sehr geschätzt. Für das inzwischen wieder polnische Posener Land sind seine Veröffentlichungen wichtige Beiträge zur regionalen Kulturgeschichte, da es entsprechende polnischsprachige Forschungen zu diesem Gebiet in diesem Umfang nicht gibt.

## Publikationen (Auswahl)
Zeitdchriftenveröffentlichungen
Otto Knoop veröffentlichte über 500 Artikel in Zeitschriften mit Sagen und selten Fachaufsätze.
Er gab die Zeitschrift Blätter für Pommersche Volkskunde. Monatsschrift für Sage und Märchen, Sitte und Brauch, Schwank und Streich, Lied, Rätsel und Sprachliches in Pommern mit Alfred Haas von 1893 bis 1902 heraus, in der über 1000 Sagen veröffentlicht wurden. Er war außerdem Herausgeber des Rogasener Familienblattes von 1893 bis 1905 und 1910 bis 1914 mit vielen volkskundlichen Beiträgen.
Otto Knoop veröffentlichte außerdem Artikel in den Baltischen Studien, in der Zeitschrift der Gesellschaft für Volkskunde. in den Hessischen Blättern für Volkskunde (1904–1918), in der Zeitschrift Aus dem Posener Lande. in Schulprogrammen seines Gymnasiums und in weiteren Zeitschriften und Zeitungen.
Sagen aus Hinterpommern
Otto Knoop veröffentlichte einige Sammlungen mit Sagen und weiteren volkskundlichen Überlieferungen aus seiner Heimat Hinterpommern
- Volkssagen, Erzählungen, Aberglauben, Gebräuche und Märchen aus dem östlichen Hinterpommern. Posen 1885 Digitalisat, wichtigste Sagensammlung aus Hinterpommern.
  - Legendy pomorskie. Übersetzer Dariusz Kaczor, Izabela Kowalska. Wydawnictwo Region, 2009, 2013, ISBN 978-83-7591-314-9.
- Plattdeutsches aus Hinterpommern : Sprüchwörter und Redensarten. Posen 1890.
- Plattdeutsches aus Hinterpommern : Fremdsprachliches im hinterpommerschen Platt, nebst einer Anzahl von Fischerausdrücken und Ekelnamen. Rogasen 1891.
- Allerhand Scherz, Neckereien, Reime und Erzählungen über pommersche Orte und ihre Bewohner. In: Baltische Studien. Band 41, 1891, S. 99–203 (Google Books).
- Schwank und Streich aus Pommern. 1894.
- mit Ferdinand Asmus: Sagen und Erzählungen aus dem Kreise Kolberg-Körlin. 1898.
- Stargarder Sagen, Überlieferungen und Geschichten. Stargard i. P. 1924.
- Sagen aus dem Kr. Regenwalde. Labes 1924.
- Sagen aus dem Kr. Naugard. Stargard 1925.
- Sagen aus dem Kr. Lauenburg. Köslin 1925.
- Sagen aus dem Kr. Stolp. Stolp (Pom.) 1925.
- Sagen aus dem Kr. Dramburg. Köslin 1926.
- Sagen aus dem Kr. Rummelsburg. Köslin 1928.

Sagen aus der Provinz Posen
Otto Knoop veröffentlichte auch mehrere Bände mit Sagen aus der Provinz Posen.
- Sagen und Erzählungen aus der Provinz Posen. Posen 1893.
- Volkstümliches aus der Tierwelt. Rogasen 1905.
- Posener Geld- und Schatzsagen. Lissa 1908.
- Ostmärkische Sagen, Märchen und Erzählungen. Lissa 1909, Nachdruck 1990.
- Posener Märchen. 1909.
- Posener Dämonensagen. Ein Beitrag zur Sagenkunde der Provinz Posen. Posen 1912.
- Sagen der Provinz Posen. Berlin–Friedenau 1913.